# Tōdō Takayuki
Tōdō Takayuki est un nom japonais traditionnel ; le nom de famille (ou le nom d'école), Tōdō, précède donc le prénom (ou le nom d'artiste).
Tōdō Takayuki (藤堂 高猷, 11 mars 1813-9 février 1895) est un daimyo japonais de la fin de l'époque d'Edo qui dirige le domaine de Tsu. La trahison soudaine de Takayuki des forces des Tokugawa à la bataille de Toba-Fushimi constitue l'un des facteurs décisifs qui font basculer la bataille en faveur de l'armée impériale.
Takayuki passe aux yeux de certains historiens pour être le père de Tōdō Heisuke, le samouraï du Shinsen gumi.

## Source de la traduction
- (en) Cet article est partiellement ou en totalité issu de l’article de Wikipédia en anglais intitulé « Tōdō Takayuki » (voir la liste des auteurs).